# Fiabilité
 (janvier 2017).
Pour les articles homonymes, voir Fiabilité (homonymie).
La fiabilité est l'étude des défaillances des systèmes — essentiellement des produits manufacturés (mécanique, électronique, génie civil…) —, et en particulier d'un point de vue statistique.
Un système est dit « fiable » lorsque la probabilité de remplir sa mission sur une durée donnée correspond à celle spécifiée dans le cahier des charges.

## Fiabilité et qualité
L’Union technique de l'électricité (UTE), sur recommandation de la Commission électrotechnique internationale, a proposé la définition suivante :

la fiabilité est l’aptitude d’un dispositif à accomplir une fonction requise dans des conditions données pour une période de temps donnée.
La fiabilité est la probabilité de n'avoir aucune défaillance pendant la durée t. Comprise entre 0 et 1 (ou 0 et 100 %), elle est notée R(t) (R pour Reliability, fiabilité en anglais).
Il ne faut pas confondre la fiabilité (fonction du temps) et le contrôle de qualité (fonction statique).
On teste des circuits intégrés au sortir de la chaîne de production, et on constate que 3 % d'entre eux ne fonctionnent pas correctement : on peut dire que la « qualité » de cette chaîne (son rendement de production) est 97 % (3 % de défauts). 
Une fois ces circuits insérés dans un système, on constate que leur temps moyen de fonctionnement avant défaillance (MTTF, pour « mean-time to failure ») est de 100 000 heures. C'est une indication de leur fiabilité.
Si les pannes ne sont pas prévisibles et surviennent de façon totalement aléatoire, le nombre de défaillances sur une durée donnée dépend uniquement du nombre de circuits. Le taux de défaillance λ — nombre de pannes par unité de temps — est constant. La loi de fiabilité est, dans ce cas, exponentielle. En effet, chaque défaillance diminue l'effectif, et par conséquent la probabilité d'assister à une défaillance dans la prochaine unité de temps.
La loi de fiabilité s'écrit :
R(t) = e-λt
Le temps moyen avant défaillance se déduit de cette fonction exponentielle.
MTTF = 1/λ.
et réciproquement, λ est l'inverse du temps moyen avant défaillance.
Dans le cas d'une loi exponentielle, quelle que soit la durée de bon fonctionnement déjà accomplie, à tout instant la probabilité de panne d'un circuit entre l'instant t et l'instant (t + dt) reste constante, et égale à dt/MTTF (propriété essentielle de la distribution exponentielle).
On constate que, quel que soit le MTTF :
- pour t = 0, la fiabilité vaut toujours 1 : aucun système n'est défaillant à la mise en service ;
- pour t tendant vers l'infini, la fiabilité tend vers 0 : les systèmes ont une durée de vie limitée.

Remarque
La baisse de la valeur de la fiabilité avec le temps ne doit pas être confondue avec un phénomène d'usure. Il s'agit simplement du fait que tout système finit par avoir une défaillance.

## Fiabilité et probabilité
Les prédictions de fiabilité ont nécessairement un caractère probabiliste, car elles nécessitent la connaissance du taux de panne de chaque composant. Ces taux de panne étant obtenus sur des échantillons forcément limités en taille, leur valeur est gouvernée par les lois de la statistique (intervalles de confiance notamment). La théorie mathématique de la fiabilité consiste donc en une application particulière de la théorie des probabilités aux problèmes de durée de fonctionnement sans incidents.
L'approximation la plus courante, surtout en électronique, consiste à supposer la distribution exponentielle des pannes des composants ; en particulier, cela permet d'additionner les taux de panne pour les sous-ensembles non-redondants. La fiabilité et la disponibilité des groupements redondants de sous-ensembles non-redondants peuvent ensuite être calculées à l'aide des processus de Markov. La méthode de prévision de la fiabilité des systèmes électroniques nommée FIDES en est l'exemple concret.
Nota
Dans la pratique, la distribution des taux de pannes s'éloigne souvent de l'exponentielle : c'est le cas, pour certains équipements, en début de vie (rodage) et en la fin de vie (usure). Le loi exponentielle n'est en général pertinente que pour l'électronique, mais elle est souvent utilisée dans d'autres domaines par simplification.

## Fiabilité prévisionnelle
La fiabilité prévisionnelle permet d'estimer la fiabilité a priori d'un composant, d'un équipement, d'un système. Pour cela, on assimile le comportement de chaque constituant élémentaire à des modèles de probabilité mathématiques et de vieillissement physique. Le retour d'expérience et la réalisation d'essais fondent la construction de ces modèles du comportement du point de vue de la fiabilité.
Dans le cas de l'électronique, il existe plusieurs recueils de modèles de prédiction pour les composants élémentaires que sont les résistances, condensateurs, circuits intégrés, etc. Les référentiels de prévision de fiabilité électronique les plus répandus sont : 
- la MIL-HDBK-217F : norme militaire américaine, conçue pour estimer la fiabilité des équipements ;
- le RDF2000 : recueil de fiabilité construit à partir du retour sur expérience de France Telecom ; ce recueil a été transformé en une norme dénommée UTE C 80-810 ;
- FIDES : guide de fiabilité prévisionnelle construit sur la base des recueils précédemment cités à partir du retour sur expérience d'un consortium d'industriels français ; ce recueil a été transformé en une norme dénommée UTE C 80-811.

Les différents paramètres influençant la fiabilité d'un composant sont dénommés facteurs et représentés par la lettre grecque pi ; on citera par exemple le facteur qualité : Πq.
Pour les composants non électroniques, il existe aussi des recueils permettant l'évaluation de certains constituants élémentaires (vis, vannes, joints, etc.). On distingue par exemple :
- le recueil OREDA (Offshore Reliability Data) : recueil de fiabilité construit à partir du retour sur expérience des sociétés qui exploitent des plates-formes extracôtières ; les données concernent des matériels industriels, principalement électromécaniques, liés à l'extraction du pétrole : compresseurs, échangeurs, groupes électrogènes, vannes diverses, bouilleurs, pompes, évaporateurs, etc.
- le recueil EIREDA (European industry reliability data bank) : recueil de fiabilité construit à partir du retour sur expérience des sociétés européennes, principalement du secteur de la chimie, concernant des matériels électromécaniques consommant de l'énergie électrique : ventilateurs, évaporateurs, échangeurs, pompes, compresseurs ;
- le recueil NPRD-95 (Non electronic Parts Reliability Data) : recueil de fiabilité construit à partir du retour sur expérience de grands organismes américains tels que la NASA et la Marine américaine ; les données concernent les composants mécaniques et électromécaniques employés dans des équipements principalement militaires.

Les résultats des calculs obtenus par l'intermédiaire de ces recueils, permettent d'estimer le taux de défaillances de systèmes électroniques, ou autres, données de base essentielles pour les analyses de SdF (arbres de défaillances, blocs diagrammes de fiabilité, AMDEC, etc).
En France, la sûreté de fonctionnement a connu son essor sous l'impulsion de Jean-Claude Ligeron, notamment dans le domaine de la fiabilité mécanique.

## Sécurité, qualité, durabilité, résilience ou tolérance aux fautes
Les questions de sécurité sont relatives à la prévention des accidents graves : coût en vies humaines, dommages corporels, dommages matériels importants.
Les études de fiabilité ne se limitent pas aux questions de sécurité mais comprennent aussi les études de qualité : de nombreux produits peuvent accomplir la même fonction mais certains le font mieux que d’autres, ils procurent davantage de satisfaction à leurs usagers, ils sont de meilleure qualité. Prévoir le degré de satisfaction procuré par un produit fait partie des études de fiabilité.
La durabilité est à la fois une question de sécurité et de qualité. Il faut garantir la sécurité de façon durable, mais on ne peut pas attendre d’un produit qu’il fonctionne éternellement, et on est d’autant plus satisfait qu’il dure plus longtemps.
Souvent on ne peut imposer au dispositif de fonctionner toujours sans défaillances mais on exige seulement que les dysfonctionnements probables ne causent que des dommages modérés. Cette résilience ou tolérance aux fautes (fonctionnement en mode dégradé) est un des aspects de la fiabilité.

## Fiabilité et décloisonnement des informations
Dans de nombreux cas d’accidents graves, certaines personnes savaient qu’il y avait un problème. Soit elles n’ont pas été écoutées, soit elles n’ont même pas cherché à se faire écouter parce qu’elles savaient qu’elles ne seraient pas prises au sérieux. En général, pour les systèmes complexes, personne n’est capable de prouver de façon infaillible qu’il n’y aura pas de défaillances. Les conclusions rendues ont un caractère provisoire : « Compte tenu des informations dont nous disposons, voilà tout ce que nous pouvons dire. » Toute nouvelle source d’informations doit être prise en compte parce qu’elle est de nature à remettre en question les conclusions précédemment retenues.
Du plus humble des employés au plus éminent des savants, tous peuvent avoir leur mot à dire sur les études de fiabilité. Le décloisonnement (ouvrir portes et fenêtres) des informations accroît la fiabilité.

## Étendue des études de fiabilité
Toutes les activités humaines sont orientées par des intentions. Pour n’importe quelle activité on peut se poser le problème des moyens mis en œuvre en vue de la fiabilité : les moyens sont-ils suffisants pour atteindre les fins visées ? Le domaine potentiel des études de fiabilité comprend donc toutes les activités humaines : tous les produits et tous les services. De plus, l'électronique est présente dans toutes les activités humaines. Il devient donc important que les composants entrant dans la composition de nos nouveaux outils de sécurisation soient fiables. La notion de physique de la défaillance permet d'obtenir des informations sur les différents modes de défaillance des systèmes électroniques. Le nombre de composants électroniques étant très important et les technologies étant très diverses, il devient utile d'avoir une base d'information sur leur comportement dans un environnement donné (température, humidité, vibrations, radiations…). Les retours d'expérience sont aussi utiles à l'analyse de la fiabilité d'un système, bien que souvent il est difficile de mutualiser les informations qui sont, pour la plupart, confidentielles. Il faut alors passer par l'utilisation d'une base de données qui permet de faire la concaténation des informations.

## Fiabilité et sûreté de fonctionnement
La fiabilité est une composante essentielle de la sûreté de fonctionnement. La fiabilité participe à la disponibilité d'un équipement. Afin d'envisager une étude de sûreté de fonctionnement exhaustive, il sera nécessaire de réaliser des études complémentaires dans les domaines de la maintenabilité, de la sécurité et des calculs probabilistes de la disponibilité.